# تانیا بور
تانیا بور (زاده ۹ ژوئن 1989) یوتیوبر و بازیگر انگلیسی است که از سال ۲۰۰۹ شروع به ارسال ویدیوهای آرایش و مد در کانال یوتیوب خود کرد. او از سال ۲۰۱۷ تاکنون نقش‌هایی در سریال‌هایی مانند ضد گلوله و شهر هالبی و همچنین فیلم Twist در سال ۲۰۲۱ داشته‌است. تانیا بور در نورویچ، نورفولک بزرگ شد. پس از اتمام مدرسه، او برای تبدیل شدن به یک آرایشگر تحصیل کرد.

## ازدواج
تانیا بور در سال ۲۰۰۷ با جیم چپمن که او نیز یک یوتیوبر بود آشنا شد. این دو در دسامبر ۲۰۱۲ نامزد کردند و در ۳ سپتامبر ۲۰۱۵ در بابینگتون هاوس در سامرست ازدواج کردند و این خبر را از طریق حساب‌های رسانه‌های اجتماعی خود در ۶ سپتامبر اعلام کردند. در ۱۲ مارس ۲۰۱۹، بور از طریق اینستاگرام اعلام کرد که او و چپمن تصمیم به جدایی گرفته‌اند. بور در ۱۴ ژوئن ۲۰۲۲ از طریق اینستاگرام اعلام کرد که باردار است و در انتظار اولین فرزندش با یک همسر نامشخص است.

## حرفه

### یوتیوب
تانیا در سال ۲۰۰۹ یک کانال یوتیوب ایجاد کرد. او دو سال بعد کار خود را ترک کرد تا روی کانال یوتیوب خود تمرکز کند. اولین ویدیوهای او به بینندگان نشان داد که چگونه می‌توانند چهره‌های آرایش افراد مشهور را بازسازی کنند. او بعداً شروع به ساختن ویدیوهایی در مورد مد، سبک و پخت و پز کرد. او در دوران فعالیت خود در یوتیوپ با لوئیس پتلند، الفی دیز، تایلر اوکلی و جو ساگ همکاری کرده‌است. در دسامبر ۲۰۱۵، او روی جلد مجله گلامور ظاهر شد

### بازیگری
در سال ۲۰۱۷، بور اولین بازیگری خود را در فیلم کوتاه Disconnect انجام داد. او همچنین به عنوان بازیگر در سریال ضد گلوله شبکه تلویزیونی اسکای۱ ظاهر شد. او سال ۲۰۱۹ در فیلم صدمه دیده از بهشت در نقش مود بازی کرد. این فیلم برای اولین بار در جشنواره فیلم ادینبورگ در ژوئن ۲۰۱۹ به نمایش درآمد در همان سال، در سریال پزشکی بی‌بی‌سی هالبی سیتی ظاهر شد.

### سرمایه‌گذاری‌های دیگر
در سال ۲۰۱۴، بور یک برند لوازم آرایشی به نام Tanya Burr Cosmetics را از طریق خرده‌فروش بریتانیایی Superdrug راه‌اندازی کرد. این برند در سال ۲۰۱۸ تولید خود را متوقف کرد.
بور همچنین با کمک یک نویسنده سه کتاب نوشته‌است. اولین کتاب او، عشق، تانیا، حاوی نکاتی در مورد زیبایی، وبلاگ نویسی و شیرینی پزی است. این کتاب توسط مؤسسه پنگوئن بوکس در ۲۹ ژانویه ۲۰۱۵ منتشر شد. او در ۳۰ ژوئن ۲۰۱۶ یک کتاب آشپزی با عنوان تانیا بیکز منتشر کرد کتاب سوم او، کریسمس تانیا، در ۱۹ اکتبر ۲۰۱۷ منتشر شد.

## فیلم‌شناسی
| سال  | عنوان                   | نقش         | یادداشت    |
| ---- | ----------------------- | ----------- | ---------- |
| ۲۰۱۷ | قطع شدن                 | سوفی        | فیلم کوتاه |
| ۲۰۱۸ | عشق روزانه              | رکسان       | ۱ قسمت     |
| ۲۰۱۸ | ضد گلوله                | ربکا        | ۱ قسمت     |
| ۲۰۱۹ | یک بینی قرمز و یک عروسی | ساقدوش عروس | فیلم کوتاه |
| ۲۰۱۹ | صدمه دیده توسط بهشت     | ماد         | فیلم       |
| ۲۰۱۹ | هالبی سیتی              | جوآن پیرسون | ۱ قسمت     |
| ۲۰۲۱ | پیچ - پیچیدن            | رزی         | فیلم آینده |
| ۲۰۲۱ | ونیز در سپیده دم        | کلودیا      | فیلم آینده |

| سال  | عنوان         | نقش | محل                 | مرجع.  |
| ---- | ------------- | --- | ------------------- | ------ |
| ۲۰۱۸ | اعتماد به نفس | الا | خانه بازی Southwark | [ ۲۲ ] |

## کتابشناسی - فهرست کتب
- عشق، تانیا (۲۰۱۵)
- تانیا بیکس (۲۰۱۶)
- کریسمس تانیا (۲۰۱۷)